# Cohors IV Aquitanorum

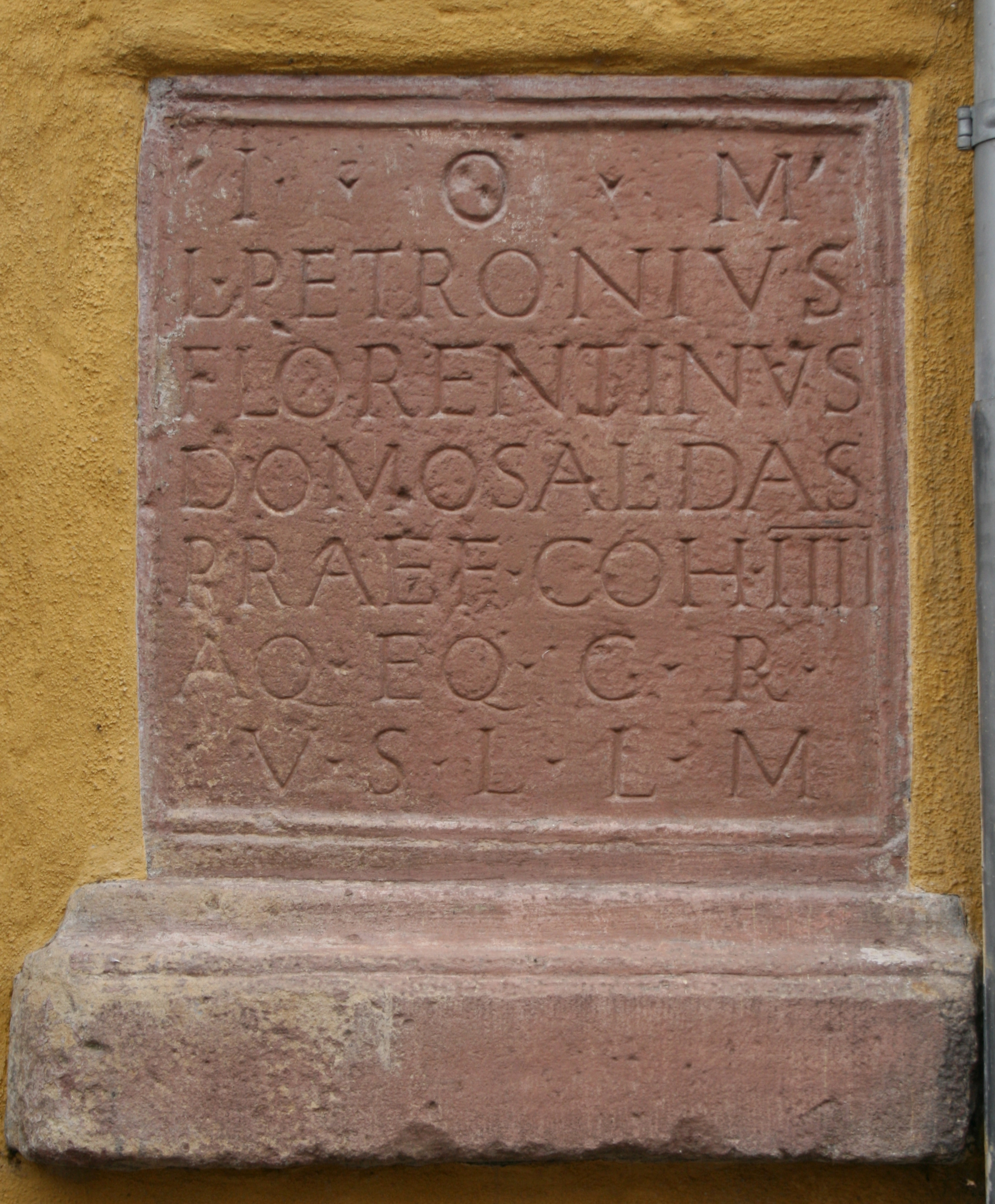
Die Weihinschrift des Lucius Petronius Florentinus

Die Cohors IV (oder IIII) Aquitanorum [equitata] [civium Romanorum] [Commodiana] (deutsch 4. Kohorte der Aquitanier [teilberitten] [der römischen Bürger] [die Commodianische]) war eine römische Auxiliareinheit. Sie ist durch Militärdiplome, Inschriften und Ziegelstempel belegt.

## Namensbestandteile
- Aquitanorum: der Aquitanier. Die Soldaten der Kohorte wurden bei Aufstellung der Einheit aus den verschiedenen Stämmen der Aquitanier auf dem Gebiet der römischen Provinz Gallia Aquitania rekrutiert.

- equitata: teilberitten. Die Einheit war ein gemischter Verband aus Infanterie und Kavallerie. Der Zusatz kommt in mehreren Inschriften vor.

- civium Romanorum: der römischen Bürger. Den Soldaten der Einheit war das römische Bürgerrecht zu einem bestimmten Zeitpunkt verliehen worden. Für Soldaten, die nach diesem Zeitpunkt in die Einheit aufgenommen wurden, galt dies aber nicht. Sie erhielten das römische Bürgerrecht erst mit ihrem ehrenvollen Abschied (Honesta missio) nach 25 Dienstjahren. Der Zusatz kommt in mehreren Inschriften vor.

- Commodiana: die Commodianische. Eine Ehrenbezeichnung, die sich auf Commodus (180–192) bezieht. Der Zusatz kommt in der Inschrift (AE 2003, 1274) an einer nachträglich ausgemeisselten Stelle vor.

Da es keine Hinweise auf den Namenszusatz milliaria (1000 Mann) gibt, war die Einheit eine Cohors (quingenaria) equitata. Die Sollstärke der Kohorte lag bei 600 Mann (480 Mann Infanterie und 120 Reiter), bestehend aus 6 Centurien Infanterie mit jeweils 80 Mann sowie 4 Turmae Kavallerie mit jeweils 30 Reitern.

## Geschichte
Die Kohorte war in den Provinzen Germania und Germania superior (in dieser Reihenfolge) stationiert. Sie ist auf Militärdiplomen für die Jahre 74 bis 134 n. Chr. aufgeführt.
Der erste Nachweis der Einheit in Germania beruht auf einem Diplom, das auf 74 datiert ist. In dem Diplom wird die Kohorte als Teil der Truppen aufgeführt (siehe Römische Streitkräfte in Germania), die in der Provinz stationiert waren. Weitere Diplome, die auf 82 bis 134 datiert sind, belegen die Einheit in derselben Provinz (bzw. ab 90 in Germania superior).
Der letzte Nachweis der Kohorte beruht auf der Inschrift (CIL 13, 6742), die auf 210 datiert ist.

## Standorte
Standorte der Kohorte in Germania waren möglicherweise:
- Kastell Friedberg (Friedberg)
- Kastell Obernburg (Obernburg am Main): Die Inschriften von Lucius Petronius Florentinus wurden hier gefunden.

Ziegel mit den Stempeln COH IIII A und COH IIII AQ wurden in Friedberg und Obernburg gefunden.

## Angehörige der Kohorte
Folgende Angehörige der Kohorte sind bekannt.

### Kommandeure
| - C(aius) Tet[t]ius Secundus, ein Präfekt (AE 1964, 150) | - L(ucius) Petronius Florentinus, ein Präfekt (AE 1903, 381, AE 1903, 382, AE 2003, 1274) |

### Sonstige
| - Marcellinius Marcianus, möglicherweise ein Cornicen (CIL 13, 6742) - M(arcus) Rubrius Zosimus, ein Medicus (AE 1903, 382) | - Ti(berius) Iul(ius) Niger, ein Centurio (CIL 13, 17) |